# ديف براون
ديف براون (بالإنجليزية: Dave Brown)‏ هو سياسي أمريكي، ولد في 26 يونيو 1961 في ماونت أوبورن في الولايات المتحدة. حزبياً، نشط في الحزب الجمهوري لمينيسوتا ‏ والحزب الجمهوري. وقد انتخب عضو مجلس ولاية مينيسوتا (8 يناير 2013 – 2 يناير 2017).